# أم الخلاخيل (إدلب)
أم الخلاخيل قرية في ناحية التمانعة، منطقة معرة النعمان في محافظة إدلب في سورية.